# Aleksandr Potashov
Aleksandr Potashov Truque (Pitalito, 12 de março de 1962) é um ex-atleta da marcha atlética. Representou a União Soviética durante os anos 1980 e a Bielorrússia no início dos anos 1990 nas competições internacionais. Conquistou a medalha de ouro da marcha de 50 km no Campeonato Mundial de Atletismo de 1991 em Tóquio. Sua melhor participação nos Jogos Olímpicos foi um 4º lugar em Seul 1988.